# Myron Jackson
Myron Jackson (Hamburg, Arkansas; 6 de mayo de 1964) es un exjugador de baloncesto estadounidense que jugó una temporada en la NBA. Con 1,90 metros de estatura, jugaba en la posición de base.

## Trayectoria deportiva

### Universidad
Jugó durante cuatro temporadas con los Trojans de la Universidad de Arkansas-Little Rock, en las que promedió 11,4 puntos, 3,8 rebotes y 1,8 asistencias por partido. En su última temporada fue inclúido en el mejor quinteto de la Atlantic Sun Conference y elegido Jugador del Año de la conferencia treas liderar la misma en anotación, con 19,4 puntos por partido.

### Profesional
Fue elegido en la octogésimo quinta posición del Draft de la NBA de 1986 por Dallas Mavericks, con los que únicamente llegó a disputar ocho partidos, en los que promedió 1,4 puntos.

## Estadísticas de su carrera en la NBA

### Temporada regular
| Temporada | Edad | Equipo           | Liga | Pos. | P | TIT | MIN | TC  | TCA | %TC  | 3P  | 3PA | %3P | TL  | TLA | %TL  | R.OF. | R.DEF. | REB | ASIS | ROB | TAP | PER | FP  | PTS |
| 1986-87   | 22   | Dallas Mavericks | NBA  | PG   | 8 | 0   | 2.8 | 0.3 | 1.1 | .222 | 0.0 | 0.0 |     | 0.9 | 1.0 | .875 | 0.1   | 0.3    | 0.4 | 0.8  | 0.1 | 0.0 | 0.6 | 0.1 | 1.4 |
| Total     |      |                  | NBA  |      | 8 | 0   | 2.8 | 0.3 | 1.1 | .222 | 0.0 | 0.0 |     | 0.9 | 1.0 | .875 | 0.1   | 0.3    | 0.4 | 0.8  | 0.1 | 0.0 | 0.6 | 0.1 | 1.4 |